# 사가촌 (교토부)
사가촌(일본어: 佐賀村)은 일본 교토부 이카루가군에 설치되었던 촌이다.